# Гальего, Джеральд
Дже́ральд  А́рмонд Галье́го (англ. Gerald Armond Gallego; 17 июля 1946, Сакраменто, Калифорния, США — 18 июля 2002, тюремный госпиталь в городе Или, Невада, США) — американский серийный убийца и насильник. Гальего совместно со своей женой-сообщницей Шарлин Гальего — в период с сентября 1978 года по ноябрь 1980 года совершил на территории 3 штатов серию из 10 убийств молодых девушек и парней, сопряжённых с изнасилованиями. Все убийства Джеральд Гальего совершил на почве сексуальной извращенности, страдая расстройствами сексуального предпочтения, следствием чего стал сексуальный садизм. Благодаря его попыткам эксплуатировать жертв в качестве секс-рабынь Джеральд Гальего получил прозвище «Убийца секс-рабынь» (англ. «Sex slave Killer»). Гальего был признан виновным и приговорён к смертной казни.

## Ранние годы
Джеральд Армонд Гальего родился 17 июля 1946 года в городе Сакраменто. Детство провел в одном из социально-неблагополучных районов города, населенным в основном представителями маргинального слоя общества, ведущих криминальный образ жизни. Его отец, Джеральд Альберт Гальего неоднократно сталкивался с системой уголовного правосудия. В середине 1950-х, после условно-досрочного освобождения, он покинул штат Калифорния и переехал в штат Миссисипи, где в мае 1954 года совершил убийство офицера полиции. При попытке ареста, в сентябре того же года, Гальего-старший совершил еще одно убийство сотрудника правоохранительных органов, за что впоследствии был казнен 3 марта 1955 года в возрасте 26 лет, став первым заключенным в истории штата Миссисипи, казненным посредством газовой камеры.
После развода мать Джеральда впоследствии выходила замуж еще несколько раз, но все ее последующие мужья подвергали агрессии и физическому насилию ее и ее сына, благодаря чему Джеральд Гальего-младший с ранних лет начал демонстрировать признаки антисоциального поведения и признаки сексуальных девиаций. До 1958 года он несколько раз убегал из дома и подвергался арестам за мелкие кражи и участие в ограблениях. В 1959 году он был арестован за непристойное поведение и сексуальное домогательство по отношению к 6-летней девочке. Он был осужден и провел следующие несколько лет в исправительных учреждениях для несовершеннолетних преступников.
После освобождения в 1962 году Гальего продолжил вести криминальный образ жизни и впоследствии неоднократно подвергался арестам за совершение краж и ограблений. В это же время Джеральд Гальего стал демонстрировать патологически повышенное половое влечение и вел активную половую жизнь. Несмотря на криминальный образ жизни, Гальего пользовался популярностью у девушек и женщин, благодаря чему с 1963 по 1980 годы был женат 6 раз. В 1964 году одна из его жен родила ему дочь. В 1968 и 1969 годах Джеральд дважды попадал в ДТП, в последнем случае из которых он получил тяжелую черепно-мозговую травму, вследствие чего около недели провел в коме. После лечения и реабилитации Гальего стал увлекаться алкогольными и наркотическими веществами и демонстрировать признаки маниакально-депрессивного психоза. Будучи неплохим игроком в азартные игры, Джеральд стал проводить много свободного времени в различных игорных заведениях, зарабатывая на жизнь шулерством и другими видами мошенничества.
В 1977 году Гальего в одном из игорных заведений познакомился с 21-летней Шарлин Уильямс, которая в 1978 году стала его женой. Несмотря на то, что Шарлин вскоре забеременела, Джеральд неоднократно был замечен в супружеских изменах. Дочь Гальего впоследствии утверждала, что начиная с 1970 года неоднократно подвергалась со стороны отца физическому и сексуальному насилию, которое прекратилось только после знакомства Джеральда с Шарлин. Шарлин Гальего негативно оценивала собственные навыки и способности, требуемых для достижения целей и удовлетворения потребностей, благодаря чему попала под влияние мужа, который стал манипулировать ею в собственных интересах.

## Серия убийств
Вскоре после свадьбы Джеральд Гальего вследствие своей гиперсексуальности, стал демонстрировать непреодолимое стремление к сексуальной эксплуатации девушек в качестве секс-рабынь, после чего произошла серия убийств.
Серия убийств началась 11 сентября 1978 года, когда из одного из торговых центров города Сакраменто были похищены 17-летняя Ронда Шефлер и 16-летняя Киппи Вот. Познакомившись с девушками и расположив их к себе, Шарлин Гальего заманила их в фургон Джеральда Гальего, который, угрожая оружием, связал их и отвез на территорию округа Плэсер, где в течение нескольких часов подвергал избиению и сексуальному насилию, после чего застрелил их выстрелом в затылок из пистолета, принадлежащего его жене.
Согласно показаниям Шарлин Гальего, очередное убийство было совершено 24 июня 1979 года, когда супружеская пара появилась на одной из ярмарок в городе Рино, штат Невада, где в ходе мероприятий познакомилась с 14-летней Брендой Джадд и 13-летней Сандрой Колли. Напоив девушек алкогольными напитками, Гальего заманил их в фургон, где вскоре подверг их сексуальному насилию и другим манипуляциям. Получив удовлетворение от страданий и мучений жертв, Джеральд Гальего в конечном итоге убил девочек несколькими ударами молотка по голове, нанеся им черепно-мозговые травмы. Останки девушек были обнаружены и идентифицированы на основании результатов ДНК-экспертизы только лишь в начале 2000 года.
24 апреля 1980 года семейной парой было совершено очередное двойное убийство. Испытывая непреодолимое половое влечение, Джеральд Гальего потребовал от Шарлин найти новых жертв в одном из торговых центров Сакраменто, после чего, обладая выраженной харизмой и обаянием, Шарлин сумела заманить в фургон 17-летнюю Стэйси Рэдикан и 17-летнюю Карен Чипмэн-Твиггс. После похищения Джеральд Гальего связал девушек и в течение нескольких последующих часов подверг их сексуальному насилию и другим истязаниям, после чего приказал жене отправиться в каньон Лиммерик недалеко от небольшого города Лавлокк, на территории штата Невада, где в пустынной местности Джеральд Гальего убил жертв несколькими ударами молотка по голове.
Очередное убийство Джеральд Гальего совершил в июне 1980 года на территории штата Орегон. 7 июня он встретил 21-летнюю Линду Агилар, путешествующую автостопом. Угрожая девушке оружием, Джеральд Гальего приказал своей жене отвезти их на пляж близлежащей реки, где изнасиловал и задушил девушку, после чего похоронил ее труп. На момент смерти Агилар находилась на 5-м месяце беременности. Ее тело обнаружено через две недели.
17 июля 1980 года Джеральд Гальего после рыбалки на реке Сакраменто остановился в одном из баров Сакраменто, где познакомился с барменшей — 34-летней Вирджинией Мочел. После закрытия бара Джеральд и Шарлин похитили женщину и отвезли к одному из берегов реки Сакраменто, где Гальего изнасиловал и задушил жертву, после чего сбросил ее труп в реку, где он был найден спустя 3 месяца.
2 ноября 1980 года Джеральд Гальего, будучи в состоянии полового возбуждения, под угрозой оружия заставил сесть в свой фургон 22-летнего Крейга Миллера и его невесту 21-летнюю Мэри Соуэрс. Свидетелями похищения оказались двое друзей Миллера, которые запомнили номер автомобиля Гальего и заявили об этом в полицию. После похищения Шарлин Гальего по приказу Джеральда отвезла фургон на берег реки Сакраменто, где Джеральд Гальего тремя выстрелами в голову застрелил Крейга Миллера. После убийства молодого человека Соуэрс отвезли в апартаменты Гальего, где в течение нескольких последующих часов Джеральд подверг девушку многократному сексуальному насилию. В тот же день, в целях избавления свидетелей преступления, супруги отвезли жертву на окраину города, где Джеральд Гальего застрелил её. После убийства супруги избавились от орудия убийства и других улик, изобличающих их в совершении преступления.

## Арест
В ходе расследования исчезновения Миллера и Соуэрс полиция с помощью информации свидетелей похищения установила, что автомобиль, на котором скрылись преступники, принадлежит Шарлин Гальего, в связи с чем она была задержана в своих апартаментах и подверглась допросу. Так как в ходе поверхностного осмотра помещений ее дома и салона ее автомобиля не было найдено никаких доказательств причастности Гальего к исчезновению молодых людей, ее были вынуждены отпустить. В тот же день через несколько часов после допроса на берегу реки было обнаружено тело Крейга Миллера, в связи с чем полиция снова явилась в дом Шарлин Гальего, но к тому времени Шарлин и Джеральд Гальего успели покинуть город и скрыться в неизвестном направлении.
Джеральд и Шарлин Гальего были арестованы 17 ноября 1980 года в городе Омаха, штат Небраска. Они были экстрадированы на территорию округа Эль-Дорадо, где им были инкриминированы обвинения в похищении и убийстве Крейга Миллера, а после того, как 22 ноября было обнаружено тело Мэри Соуэрс, им было предъявлено обвинение в похищении и убийстве девушки. Свою вину они не признали. На момент ареста Шарлин Гальего находилась на 8-м месяце беременности.

## Расследование
Во время расследования в течение последующих месяцев Джеральд и Шарлин Гальего с целью избежать уголовного наказания дали несколько вариантов относительного того факта, как развивались события во время убийств Крейга Миллера и Мэри Соуэрс, сообщая противоречащую, а порой и лживую информацию. После многомесячного расследования, в ходе проверки их алиби и многочисленных перекрестных допросов, следствие доказало факт дачи ложной информации, после чего Джеральд Гальего вынужденно признался в совершении убийства Миллера, но возложил ответственность за убийство Соуэрс на свою жену, заявив, что во время убийства находился в состоянии тяжелого наркотического опьянения. В ходе судебно-дактилоскопической экспертизы было установлено, что Пули 25-го калибра, извлеченные из тел Миллера и Соуэрс, были идентичны пулям, найденных во время обыска в апартаментах подозреваемых. Следствие установило, что Шарлин Гальего в марте 1980 года купила 2 пистолета 25-го калибра, а августе того же года боеприпасы к ним, однако в конечном итоге местонахождение орудия убийства так и не было установлено. Столкнувшись с обвинениями в убийстве, не выдержала психологического давления и заключила сделку с правосудием.
В обмен на отмену длительного уголовного наказания в отношении самой себя она обязалась на судебном процессе рассказать о том, как развивались события, описать детали убийств и дать показания против своего мужа. В целях получить более приемлемые условия в рамках соглашения о признании вины Шарлин Гальего дала показания о совершении других убийств, в совершении которых Гальего не подозревали, указала дату, район похищения и места обнаружения тел убитых девушек, а также описала детали их внешности и одежды. Группа крови биологических следов, найденных на телах жертв, соответствовала группе крови Джеральда Гальего. Анализ ворсинок, найденных на телах жертв Ронды Шеффер и Киппи Вот, также показал соответствие найденного ворса с ворсовым покрытием салона фургона Джеральда Гальего. Во время проведения следственных экспериментов Шарлин Гальего под конвоем дважды была этапирована в районы совершения убийств и точно указала места захоронения тел жертв Линды Агилар и Вирджинии Мочел, благодаря чему следствие затянулось до весны 1982 года.

## Суд
Судебный процесс над Джеральдом и Шарлин Гальего открылся в 1982 году. Основной доказательной базой обвинения послужили показания Шарлин Гальего, которая стала на процессе ключевым свидетелем обвинения. Так как тел двух его жертв на тот момент найдено не было, Джеральд Гальего обвинялся в совершении всего лишь четырех убийств из-за недостатка доказательств в совершении остальных шести. На процессе Шарлин Гальего заявила суду, что мотивом совершения преступлений послужили навязчивые сексуальные фантазии ее мужа о похищении девушек и сексуальной эксплуатации их в качестве секс-рабынь. В апреле 1983 года Джеральд Гальего вердиктом жюри присяжных заседателей был признан виновным в убийстве Крейга Миллера и Мэри Соуэрс, на основании чего суд приговорил его к смертной казни. После осуждения Гальего был экстрадирован в штат Невада, где предстал перед судом по обвинению в убийстве Стейси Редикэн и Карен Твиггс. 9 июня 1984 года вердиктом жюри присяжных Гальего снова был признан виновным. 13 июня того же года на основании обвинительного вердикта Джеральд Гальего получил свой второй приговор в виде смертной казни. Шарлин Гальего была признана виновной в соучастии убийств, но на основании условий соглашения о признании вины за сотрудничество со следствием получила в качестве наказания 16 лет и 8 месяцев лишения свободы

## В заключении
Все последующие годы Джеральд Гальего провел в тюрьме Ely State Prison в штате Невада, ожидая исполнения своего смертного приговора. В 1985 году его адвокаты подали апелляцию на отмену приговора и назначение нового судебного разбирательства, которая была отклонена, после чего дата его казни была назначена на 6 февраля 1987 года. Однако, после подачи другой апелляции, Гальего в конечном итоге удалось добиться приостановления исполнения смертного приговора. В 1997 году его смертный приговор в штате Невада был отменен. Началось новое судебное разбирательство. На судебном процессе адвокаты пытались добиться снисхождения к своему подзащитному на основании того, что он был подвергнут издевательствам в детстве, что привело в итоге к психическим, эмоциональным, поведенческим проблемам и посттравматическому стрессовому расстройству. Кроме того, защита Гальего подала ходатайство о проведении нейропсихиатрического тестирования и компьютерной томографии головного мозга Джеральда Гальего, которое было удовлетворено. На основании результатов компьютерной томографии было выявлено органическое поражение головного мозга, что ставило под сомнение его вменяемость во время совершения серии убийств. Судом эти обстоятельства были признаны смягчающими, но тем не менее на основании судебно-медицинской экспертизы, признавшей Джеральда Гальего вменяемым, в конце 1999 года снова назначил ему наказание в виде смертной казни.

## Смерть
В начале 2000-х у Джеральда Гальего был диагностирован рак, от осложнений которого он умер в тюремном госпитале 18 июля 2002 года, на следующий день после своего 56-го дня рождения.
Его жена и сообщница Шарлин Гальего, в начале 1981 года, будучи под арестом, родила сына. Отбыв в заключении более 16 лет, она вышла на свободу в июле 1997 года. После освобождения она дала интервью, в котором заявила о раскаянии в совершенных преступлениях. После освобождения она вернулась в город Сакраменто, где вела закрытый образ жизни и избегала публичности.